# Servicios web semánticos
Servicios de Web Semánticos, conocidos como servicios web] convencionales, son el punto terminal del servidor de un sistema cliente-servidor para la interacción máquina a máquina a través de la Red informática mundial (World Wide Web). Los Servicios semánticos son un componente de una red semántica que hace un seguimiento a los datos legibles de la máquina de una manera detallada y sofisticada ( comparada con la manera que los humanos entienden relaciones entre temas, que no es fácilmente comprendido por los programas de computadoras).

## El problema tratado por Servicio de Web Semánticos
Los estándares de interoperación de servicios Web XML especifican únicamente la inoperabilidad sintáctica , más no el significado semántico del mensaje. Por ejemplo Web Services Description Language (WSDL) especifica las operaciones disponibles de una red de servicio y la estructura de los datos enviados y recibidos más no el significado semántico de los datos o las restricciones semánticas de los datos. Esto requiere que los programadores coincidan en acuerdos específicos en la interacción de los servicios de la red las dificultades automáticas de la composición de servicios web.
Los servicios semánticos de la red están diseñados bajo estándares universales para el intercambio de datos semánticos, lo cual facilita el intercambio de datos semánticos, lo cual le facilita a los programadores cambiar los datos de diferentes fuentes y servicios sin perder su significado. Los servicios Web se pueden activar "detrás de escena" cuando un web browser (buscador en red) el cual utiliza varios servicios de la red para elaborar una respuesta más sofisticada de la que hubiera dado por sí sola. Los servicios semánticos de la red pueden ser utilizados por programas automáticos que corren sin alguna conexión al buscador de la red.
Un Directorio Semántico de la Red de Servicios provee una red de servicios semánticos investigando con un índice para los proyectos, estándares y referencias bibliográficas de propuestas del servicio semántico de la red fue creado y es actualizado por el Dr. Khalid Belahajjame.
SADI Una plataforma semántica de servicios de la red que utiliza OWL Web Ontology Language (Lenguaje Ontológico de la Red) para permitir a los proveedores de servicios describir semánticamente sus recursos utilizando las ontologías de terceros está SSWAP: Protocolo y Arquitectura Simple de la Red Semántica.  SSWAP establece un protocolo breve (sólo unos cuantos tipos de OWL y predicados, ver el protocolo SSWAP) y el concepto de una "gráfica canónica" para permitir a los proveedores describir lógicamente un servicio. Un servicio es esencialmente una transformación de algo, posiblemente nulo, entrada (o sujeto) para algunos, posiblemente nulo, salida (u objeto).
</ref> Los servicios son semánticamente descubiertos basándose en su jerarquía de subconsumo, así como sus tipos de datos de entrada y salida. SADI [2] (Semantic Automated Discovery and Integration), Integración y Descubrimiento Semántico Automatizado. Es una red semántica de servicio de publicaciones que minimizan el uso de protocolos estandarizados y estructuras de mensajes . Los servicios de SADI nativamente consumen datos en RDF Formato de Estructura Descriptiva de los Recursos donde los datos de entrada y salida deben ser instancias de OWL (individuals of ) clases de entrada y salidadefinios en OWL-DL. A diferencia de los servicios canónicos de la red, los servicios de SADI no utilizan el protocolo de mensajero SOAP Y a diferencia de SSWAP, los servicios de SADI no se proyectan por medio de mensajes que otras plataformas; los servicios se invocan pasando datos de instancia RDF al servicio del punto terminal a través de HTTP POST, la multiplicidad se logra enviando más un OWL individual en el invocador HTTP POST. SADI impone una condición en el comportamiento del Servicio: que el URI de salida individual debe ser el mismo que el URI del corriente individual de entrada. En la práctica, estos resultan en Servicios que crean conexiones semánticas entre las entradas y salidas del servicio. Por lo tanto encadenar los servicios SADI juntos en un flujo sostenido de trabajo resultando en una gráfica de datos enlazados ininterrumpida.

## Coreografía  vs. Orquestación
La coreografía se ocupa en describir el comportamiento externo visible de los servicios, como un conjunto de intercambio de mensajes opcional que sigue a MEP - Message Exchange Pattern (Patrón de Intercambio de Mensajes), desde el punto de vista de funcionalidad del consumidor.
La Orquestación describe como un número de servicios, dos o más cooperan y comunican con el propósito de lograr un fin en común.

## Tecnologías relacionadas
Lenguaje de la Red Semánticas:
```
 . Plataforma de Inferencia Ontológica (
OIL
)
 . DARPA Lenguaje que hace un seguimiento (
DAML
)
```

.DAML + OIL
```
  *
Lenguaje Ontológico de la Red

  *(
RDF
) Estructura de Descripción de Recursos
  *(
WSDL-S
) (Servicios Semánticos de la Red)
  *(
WSML
) Lenguaje de Modelaje de Servicios de la Red
  * (WSDL-S) Servicios Semánticos de la red
  *
SAWSDL
[
3
]

  *(RBSLA basados en Rule ML) Acuerdo de Niveles de Servicios Basados en Reglas
```

Servicio de Web Semántica de Frameworks:
```
  *WSMF
[
4
]
  (Estructura de los Servicios Semánticos de la Red) 
  *OWL-S
  *QUASAR
  *WSMO
  *IRS-III
[
5
]

  *METEOR-S
[
6
]

  *HALEY
[
7
]

  *Bio MOBY (Boinformática)
  *SSWAP
[
8
]
```

Semánticos de Red:
- Capas de Interferencia Ontológica (OIL)
- DARPA Agente de Lenguajes de Seguimiento  (DAML)
- DAML+OIL
- Web Ontology Lenguajes de Red Onotlógicos (OWL)
- Descripción de Recursos del Framework (RDF)
- Lenguaje de Modelado de Servicios Web (WSML)
- Servicios de Web Semántica (WSDL-S)
- SAWSDL
- Regla Basada en Acuerdo de Niveles de Servicios Basados Archivado el 26 de noviembre de 2014 en Wayback Machine. (RBSLA based on RuleML)

## Proyectos Relacionados

### Proyectos Europeos
- Proyectos en curso financiados en el Séptimo Programa de Frameworks
  - SHAPE
  - SOA4All
  - Service Web 3.0
  - Service-Finder
- Proyectos previos financiados en el Séptimo Programa de Frameworks
  - DIP
  - Knowledge Web
  - FUSION
  - LUISA Archivado el 3 de febrero de 2016 en Wayback Machine.
  - Aplicaciones Transitivas para Ontología
  - INFRAWEBS
  - SEEMP
  - SemanticGov
  - SUPER
- Proyectos previamente financiados por el Fifth Framework Program
  - Esperonto (IST-2001-34373) ha desarrollado  ODE SWS, un conjunto de herramientas para el diseño de servicios Web.
  - SWWS
  - S-ten
  - Servicios en Red Adaptables Archivado el 23 de agosto de 2004 en Wayback Machine.
- La FP6 trabaja en proyectos en dominios de servicios de Red Semánticas y semánticamente potenciadas Arquitectura orientada a servicios
  - Servicios en Red Adaptables (ASG)
  - Información de Datos e Integración de Procesos de Redes Semánticas (DIP)
  - Knowledge Web
  - Tecnologías de Conocimiento Semántica (SEKT)
  - Semántica utilizada para la gestión del proceso en y entre las empresas (SUPER)
  - Triple Espacio de Cominucación (TripCom)

### Otros Proyectos
- RBSLA Archivado el 26 de noviembre de 2014 en Wayback Machine. - Regla Basada en Acuerdo de Niveles de Servicios Basados. Un proyecto de la RuleML para representar SLAs y servicios de contratos y políticas.
- QuASAR. Calidad en la Aseguración de Anotaciones semánticas para Servicios. Un proyecto de las escuelas de las ciencias de la computación, Universidad de Mánchester.
- SWSI. La iniciativa semántica de los servicios de Web es una iniciativa de los investigadores académicos e industriales, muchos cuyo están implicados dentro de DARPA y búsqueda de proyectos financiados por la comunidad europea.
- METEOR-S.Un proyecto del laboratorio de la Universidad de Georgia y Kno.e.sis Center, Wright State University.
- HALEY. Un proyecto de composición de servicios de Red LSDIS Lab, Universidad de Georgia